# Bộ Nội vụ Hoa Kỳ
Bộ Nội vụ Hoa Kỳ (United States Department of the Interior hay viết tắt là DOI) là một bộ trong nội các của Chính phủ Hoa Kỳ. Bộ này điều hành và bảo quản hầu hết các đất đai chính phủ liên bang làm chủ. Những trách nhiệm này khác với các bộ nội vụ của các quốc gia khác mà thường là tập trung vào việc an ninh hoặc cảnh sát.
Đứng đầu bộ là một bộ trưởng, tiêu biểu thường là người từ một tiểu bang miền tây Hoa Kỳ. Bộ trưởng hiện tại là David Bernhardt.

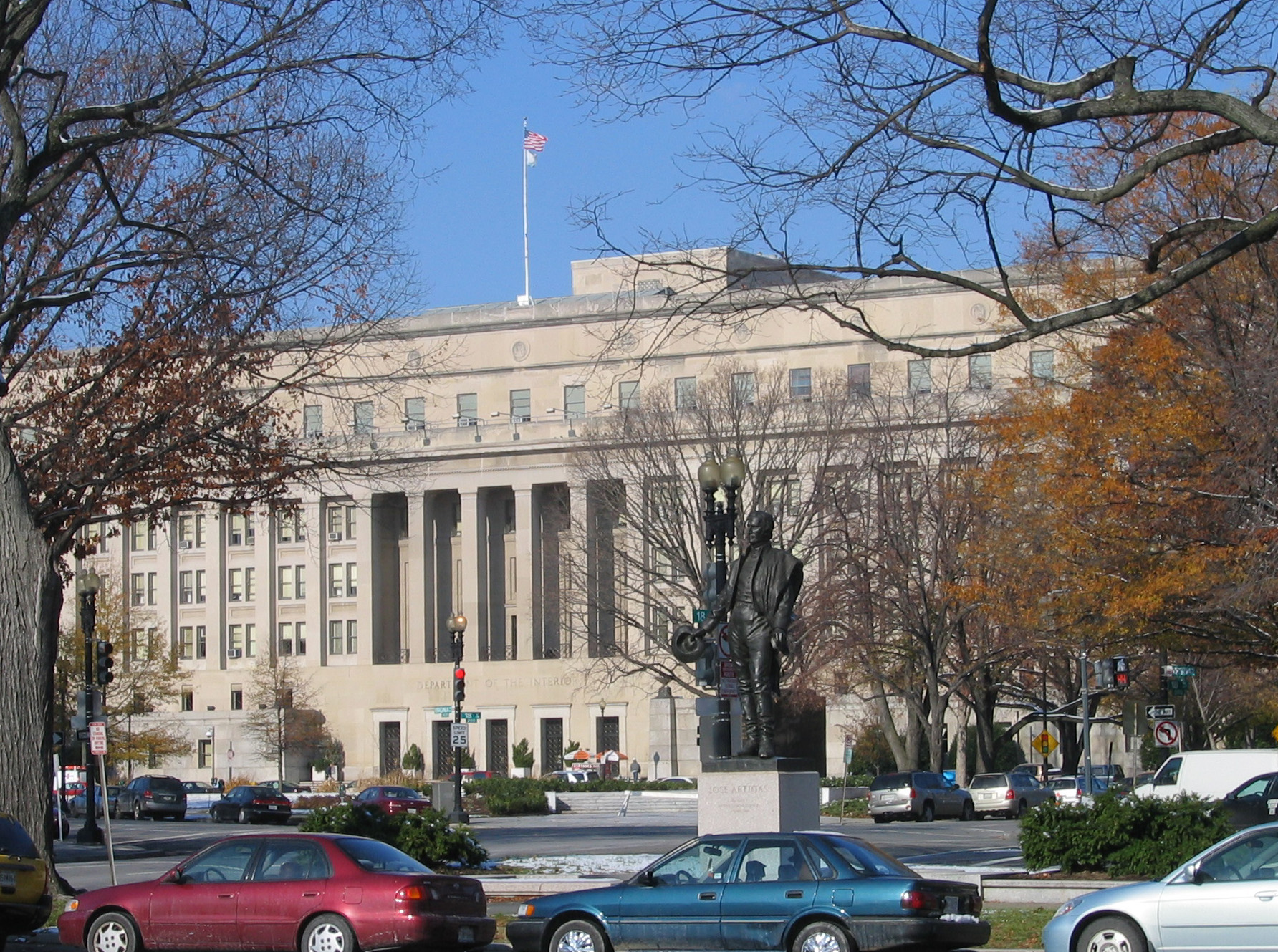
Tổng hành dinh của Bộ Nội vụ tại Washington, D.C.

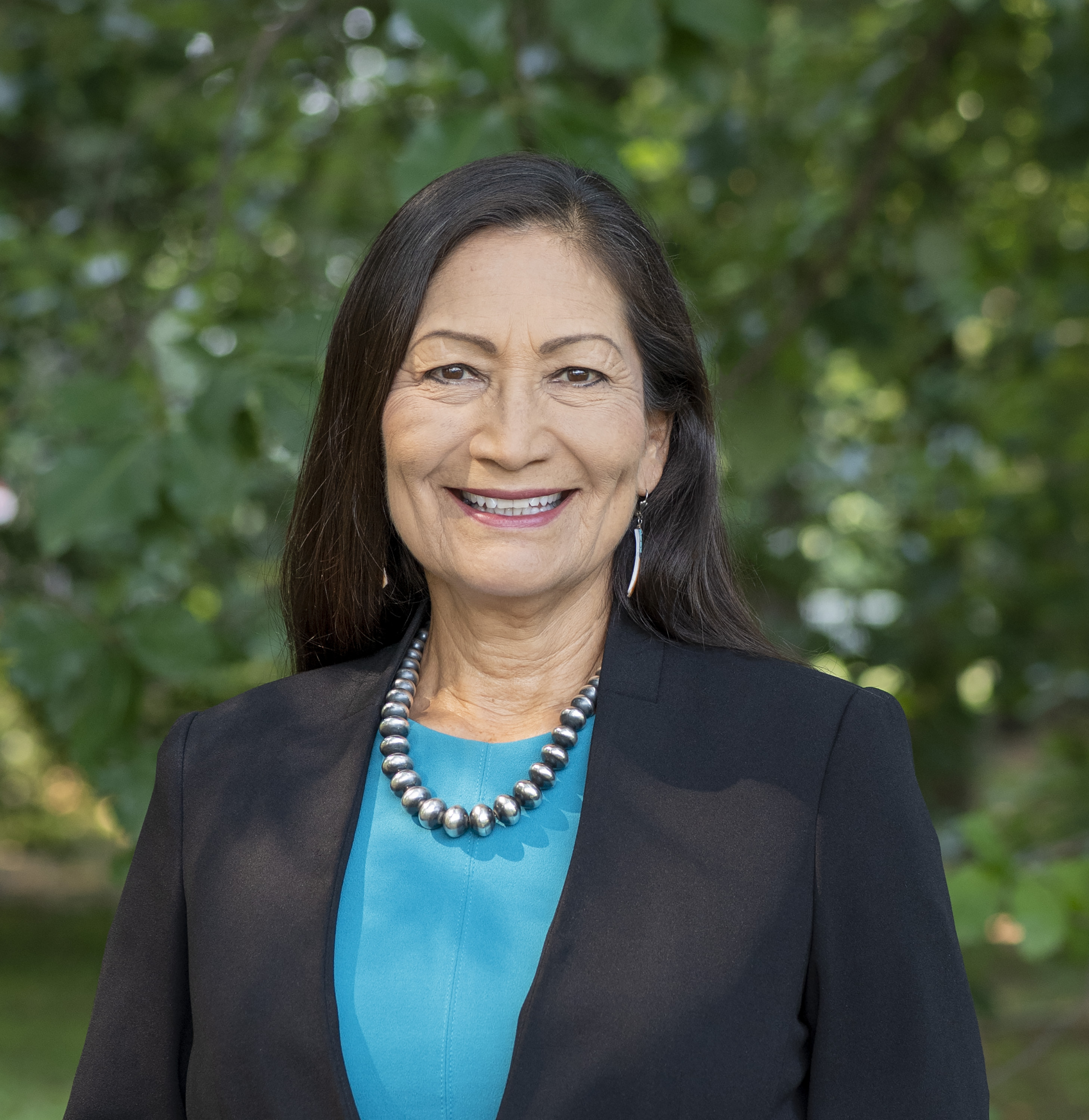
Bộ trưởng Nội vụ Deb Haaland

## Lịch sử

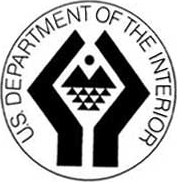
Trong gần hai năm, Bộ Nội vụ dùng con dấu này nhưng rút lại nhanh chóng vì dân chúng không ưa thích.

Một bộ đặc trách về vấn đề nội địa lần đầu tiên được xem xét bởi Quốc hội Hoa Kỳ năm 1789 nhưng các phận sự của nó lại do Bộ Ngoại giao Hoa Kỳ đảm trách. Lời đề nghị tiếp tục trôi qua hết nữa thế kỷ và được sự ủng hộ của các tổng thống từ thời James Madison đến James Polk. Cuộc chiến tranh Mexico và Hoa Kỳ (1846-48) thêm hơi cho lời đề nghị khi trách nhiệm của chính phủ liên bang thêm gia tăng. Bộ trưởng Ngân khố của Tổng thống Polk là Robert J. Walker trở thành người tiên phong cổ vũ cho việc thành lập bộ mới.
Năm 1848, Walker phát biểu trong báo cáo hàng năm rằng một số văn phòng liên bang đặt trong các bộ ít có gì để làm. Ông lưu ý rằng Văn phòng đặc trách tổng quát đất đai có ít việc để làm trong Bộ Ngân khố Hoa Kỳ. Ông cũng nêu Văn phòng đặc trách bản thổ trong Bộ Chiến tranh và Văn phòng tác quyền trong Bộ Ngoại giao. Ông cho rằng tất cả các văn phòng này nên gọp lại với nhau thành một bộ mới đó là Bộ Nội vụ.
Một dự luật cho phép thành lập bộ được thông qua ở Hạ viện Hoa Kỳ ngày 15 tháng 2 năm 1849, và chỉ mất hai tuần để lên Thượng viện Hoa Kỳ. Bộ được thành lập ngày 3 tháng 3 năm 1849 trong đêm trước ngày nhậm chức của Tổng thống Zachary Taylor khi Thượng viện bỏ phiếu 31-25 để thành lập bộ.
Nhiều sự việc nội địa mà Bộ lúc đầu gánh vác từ từ đưa sang các bộ khác. Các cơ quan khác trở thành các Bộ riêng biệt như Cục Nông nghiệp sau đó trở thành Bộ Nông nghiệp. Tuy nhiên, việc quản lý tài nguyên thiên nhiên, đặc trách vấn đề người Hoa Kỳ bản thổ, bảo quản hoang dã và đặc trách về lãnh thổ vẫn dưới quyền trách nhiệm của Bộ Nội vụ.
Cho đến giữa năm 2004, Bộ Nội vụ đã quản lý 507 triệu mẫu Anh (2.050.000 km²) đất trên cạn, hoặc 1/5 diện tích đất của Hoa Kỳ. Bộ điều hành 476 đập nước và 348 hồ chứa nước qua Cục Bảo vệ nguồn nước, 388 công viên quốc gia, đài tưởng niệm, khu bờ biển, bãi chiến trường, etc. qua Cục Công viên Quốc gia, và 544 vùng bảo vệ hoang dã quốc gia qua Cục Hoang dã và Cá. Các dự án năng lượng trên đất thuộc liên bang và vùng ngoài khơi cung ứng 28 phần trăm sản lượng điện quốc gia..

## Người Hoa Kỳ bản thổ
Cục đặc trách dân bản thổ trong Bộ Nội vụ nhận phụ trách quan hệ giữa liên bang và người bản thổ trong khi các vấn đề khác được Văn phòng ủy thác đặc biệt đảm nhận. Bộ từng là đề tài của các cuộc tranh cãi về vấn đề ngân quỹ ký thác hợp lý dành cho người bản thổ. Ngân quỹ này được mở để dễ truy tìm tiền thu nhập và tiền được trả từ ký thác và đất đai đặc quyền của người bản thổ. Hiện tại có vài vụ kiện đòi kiểm toán những ngân quỹ này từ cả hai Bộ Nội vụ và Bộ Ngân khố.

## Các đơn vị hoạt động
- Cục Công viên Quốc gia Hoa Kỳ
- Cục Hoang dã và Cá Hoa Kỳ
- Cục Đặc trách Bản thổ Hoa Kỳ
- Cục Quản lý Đất đai Hoa Kỳ
- Cục Quản lý Khoáng sản Hoa Kỳ
- Phòng Khai khoáng trên mặt đất
- Khảo sát Địa chất Hoa Kỳ
- Cục Bảo vệ Nguồn nước Hoa Kỳ
- Phòng Quốc hải vụ